# مريم المنصوري
مريم حسن سالم المنصوري (1 يناير 1979- ) هي أول امارتية تحمل رتبة رائد طيار في سلاح الطيران الإماراتي.

## النشأة والتعليم
ولدت مريم حسن سالم المنصوري في العاصمة الإماراتية أبوظبي، من أسرة مكونة من ست بنات وثلاثة أولاد. درست المنصوري في مدينة خورفكان. تخرجت مريم من الثانوية العامة، القسم العلمي بمعدل 93 في المئة. بعدها، التحقت بجامعة الإمارات وحصلت على بكالوريوس لغة إنكليزية وآدابها بمعدل امتياز. ثم التحقت بالقوات المسلحة بعد الثانوية العامة بقرار شخصي ودعم من الأهل لرغبتها في أن تكون طيارًا مقاتلًا، لكن لم يكن المجال مفتوحا للعنصر النسائي حينها، فالتحقت بالعمل في القيادة العامة للقوات المسلحة لعدة سنوات، وعند فتح المجال للعنصر النسائي للالتحاق بكلية الطيران، كانت المنصوري أول من بادر بالانضمام إلى هذا المجال الذي كان الدافع الأول لالتحاقها بالقوات المسلحة. وقد نجحت في الوصول إلى مرتبة رائد مقاتل على طائرة أف 16".

## تكريم
- في مايو 2014، حصلت المنصوري على جائزة الشيخ محمد بن راشد للتميز ضمن أول مجموعة تكرم في فئة جديدة هي "فخر الإمارات"، وقلّدها الشيخ محمد بن راشد آل مكتوم نائب رئيس الدولة ورئيس مجلس الوزراء حاكم دبي ميدالية تحمل اسمه..[4]...
- في 18 مارس 2019 كرّمها الرئيس المصري عبد الفتاح السيسي، ضمن ختام الملتقى الشباب العربي والإفريقي، باعتبارها ضمن الشباب المؤثرين المصنّفين من الروّاد، وكانت أول إماراتية مقاتلة في القوات المسلحة، واشتهرت بمشاركتها في التحالف الإماراتي لمواجهة داعش.[5]

## مشاركتها في الحرب على الإرهاب
كانت المنصوري من أعضاء الفريق الإماراتي الذي شارك في قوات التحالف التي تقودها المملكة العربية السعودية لحرب داعش عام 2014\2015.